# Ливермор (Калифорнија)
Ливермор (енгл. Livermore) град је у америчкој савезној држави Калифорнија. По попису становништва из 2010. у њему је живело 80.968 становника.

## Географија

### Клима
| Клима Ливемора, Калифорнија (1903-2013) | Клима Ливемора, Калифорнија (1903-2013) | Клима Ливемора, Калифорнија (1903-2013) | Клима Ливемора, Калифорнија (1903-2013) | Клима Ливемора, Калифорнија (1903-2013) | Клима Ливемора, Калифорнија (1903-2013) | Клима Ливемора, Калифорнија (1903-2013) | Клима Ливемора, Калифорнија (1903-2013) | Клима Ливемора, Калифорнија (1903-2013) | Клима Ливемора, Калифорнија (1903-2013) | Клима Ливемора, Калифорнија (1903-2013) | Клима Ливемора, Калифорнија (1903-2013) | Клима Ливемора, Калифорнија (1903-2013) | Клима Ливемора, Калифорнија (1903-2013) |
| Показатељ \ Месец                       | .Јан.                                   | .Феб.                                   | .Мар.                                   | .Апр.                                   | .Мај.                                   | .Јун.                                   | .Јул.                                   | .Авг.                                   | .Сеп.                                   | .Окт.                                   | .Нов.                                   | .Дец.                                   | .Год.                                   |
| --------------------------------------- | --------------------------------------- | --------------------------------------- | --------------------------------------- | --------------------------------------- | --------------------------------------- | --------------------------------------- | --------------------------------------- | --------------------------------------- | --------------------------------------- | --------------------------------------- | --------------------------------------- | --------------------------------------- | --------------------------------------- |
| Апсолутни максимум, °C (°F)             | 25 (77)                                 | 27 (80)                                 | 31 (88)                                 | 36 (96)                                 | 42 (108)                                | 45 (113)                                | 45 (113)                                | 44 (112)                                | 45 (113)                                | 41 (106)                                | 34 (93)                                 | 26 (79)                                 | 45 (113)                                |
| Средњи максимум, °C (°F)                | 19,4 (66,9)                             | 21,9 (71,4)                             | 25,5 (77,9)                             | 29,9 (85,8)                             | 34,6 (94,3)                             | 38,9 (102,0)                            | 40,2 (104,3)                            | 39,3 (102,8)                            | 38,4 (101,2)                            | 33,7 (92,6)                             | 26,1 (79,0)                             | 19,9 (67,8)                             | 41,3 (106,3)                            |
| Максимум, °C (°F)                       | 13,8 (56,8)                             | 16,2 (61,2)                             | 18,4 (65,2)                             | 21,4 (70,5)                             | 24,7 (76,4)                             | 28,4 (83,1)                             | 31,7 (89,0)                             | 31,2 (88,2)                             | 30 (86,0)                               | 25,4 (77,7)                             | 19,1 (66,3)                             | 14,2 (57,5)                             | 22,9 (73,2)                             |
| Минимум, °C (°F)                        | 2,6 (36,7)                              | 4,1 (39,4)                              | 5,2 (41,3)                              | 6,4 (43,6)                              | 8,7 (47,6)                              | 10,9 (51,7)                             | 12,3 (54,2)                             | 12,2 (54,0)                             | 11,4 (52,5)                             | 8,7 (47,7)                              | 5,1 (41,1)                              | 2,8 (37,0)                              | 7,6 (45,6)                              |
| Средњи минимум, °C (°F)                 | −3,1 (26,4)                             | −1,4 (29,5)                             | 0,1 (32,1)                              | 1,6 (34,9)                              | 4,1 (39,3)                              | 6,9 (44,4)                              | 8,7 (47,7)                              | 8,8 (47,8)                              | 6,9 (44,5)                              | 3,5 (38,3)                              | −0,8 (30,5)                             | −2,9 (26,7)                             | −4,2 (24,5)                             |
| Апсолутни минимум, °C (°F)              | −8 (18)                                 | −6 (21)                                 | −6 (22)                                 | −2 (29)                                 | 0 (32)                                  | 3 (38)                                  | 2 (36)                                  | 2 (36)                                  | 2 (35)                                  | −2 (29)                                 | −6 (22)                                 | −8 (18)                                 | −8 (18)                                 |
| Количина падавинаmm (in)                | 75,4 (2,97)                             | 62,7 (2,47)                             | 54,6 (2,15)                             | 25,4 (1,00)                             | 11,2 (,44)                              | 2,8 (,11)                               | 0,5 (,02)                               | 1 (,04)                                 | 5,6 (,22)                               | 17 (,67)                                | 39,1 (1,54)                             | 65 (2,56)                               | 360,3 (14,19)                           |
| Дани са падавинама (≥ .01 in)           | 10                                      | 9                                       | 9                                       | 6                                       | 3                                       | 1                                       | 0                                       | 0                                       | 1                                       | 3                                       | 7                                       | 9                                       | 58                                      |
| Дани са кишом (≥ 0.1 in)                | 6                                       | 6                                       | 5                                       | 3                                       | 1                                       | 0                                       | 0                                       | 0                                       | 0                                       | 2                                       | 4                                       | 6                                       | 34                                      |
| Дани са снегом                          | trace                                   | 0,0                                     | 0,0                                     | 0,0                                     | 0,0                                     | 0,0                                     | 0,0                                     | 0,0                                     | 0,0                                     | 0,0                                     | 0,0                                     | 0,1                                     | —                                       |
| Извор: WRCC and pogodaiklimat.ru        |                                         |                                         |                                         |                                         |                                         |                                         |                                         |                                         |                                         |                                         |                                         |                                         |                                         |

## Демографија
Према попису становништва из 2010. у граду је живело 80.968 становника, што је 7.623 (10,4%) становника више него 2000. године.
| Група             | 2000.          | 2010.          |
| Белци             | 54.587 (74,4%) | 52.397 (64,7%) |
| Афроамериканци    | 1.148 (1,6%)   | 1.702 (2,1%)   |
| Азијати           | 4.251 (5,8%)   | 6.802 (8,4%)   |
| Хиспаноамериканци | 10.541 (14,4%) | 16.920 (20,9%) |
| Укупно            | 73.345         | 80.968         |